# Giuseppe Capparozzo
Giuseppe Capparozzo (Lanzè, 10 dicembre 1802 – Venezia, 13 maggio 1848) è stato un poeta e religioso italiano figura di rilievo durante il periodo austro-ungarico del mondo veneziano.

## Biografia
Nato a Lanzè di Quinto Vicentino, nell'attuale villa Galvanin-Rigon, da Angelo e Lucrezia Matteazzi il 10 dicembre 1802, trascorse l'infanzia con lo zio Matteo Capparozzo, arciprete di Villaverla e poi frequentò il seminario di Vicenza con risultati eccellenti, diventando sacerdote. Il suo spiccato ingegno, unito al suo spirito satirico e pungente, gli ostacolarono la carriera di insegnante di lettere a Vicenza, costringendolo a trasferirsi a Castelfranco Veneto e Ceneda (1823-1831), quindi tornò brevemente a Vicenza (1833-1834), ma ben presto si dovette spostare a Verona (1835-1840) e in seguito a Venezia (1840-1848), dove morì il 13 maggio. 

### Profilo letterario
La sua dedizione all'attività educativa non gli impedì di dedicarsi alla composizione di poesie d'occasione e religiose, apologhi, epigrammi e ballate. Nonostante la sua istruzione e il suo interessamento ai fatti che stavano rivoluzionando l'Italia, il Romanticismo di Capparozzo si può definire solo parziale, quantomeno agli albori, perché ostacolato da ragioni geografiche, che gli impedivano contatti diretti con i colleghi lombardi.
Le sue prime poesie vengono definite mediocri, se confrontate con i maggiori esponenti del Romanticismo italiano, ma non si può tuttavia negare la presenza di strofe ben tornite o esercizi di eccellente padronanza metrica, che si spinge sino al virtuosismo. Anche gli apologhi non dimostrano uno spessore particolare, più a livello di contenuto che di forma..
Gli anni quaranta dell'800 a Venezia coincidono con la diffusione delle istanze risorgimentali, che influenzano la produzione romantica italiana. Gli epigrammi nacquero in gran parte durante i "giovedì epigrammatici" veneziani, in cui l'abate Capparozzo si incontrava con altri letterati dell'epoca: questi si sfidavano a vicenda nella composizione, e alcuni tra i risultati migliori vennero anche pubblicati. Gli epigrammi di Capparozzo hanno forza incisiva e ironia di buona lega,, ma risultano oggi di difficile comprensione, in quanto le allusioni imposte allora dalla censura, appaiono oscure.
L'influenza della corrente romantica sul Capparozzo si riversa nelle otto ballate, tra cui ricordiamo la patriottica Venezia liberata dalla dominazione austriaca, dettata a pochi giorni dalla morte e pubblicata nella Gazzetta di Venezia il 6 aprile 1848: questi componimenti danno finalmente prova di un'energia e una compattezza che non si ritrovano in quelli precedenti.

### Opere

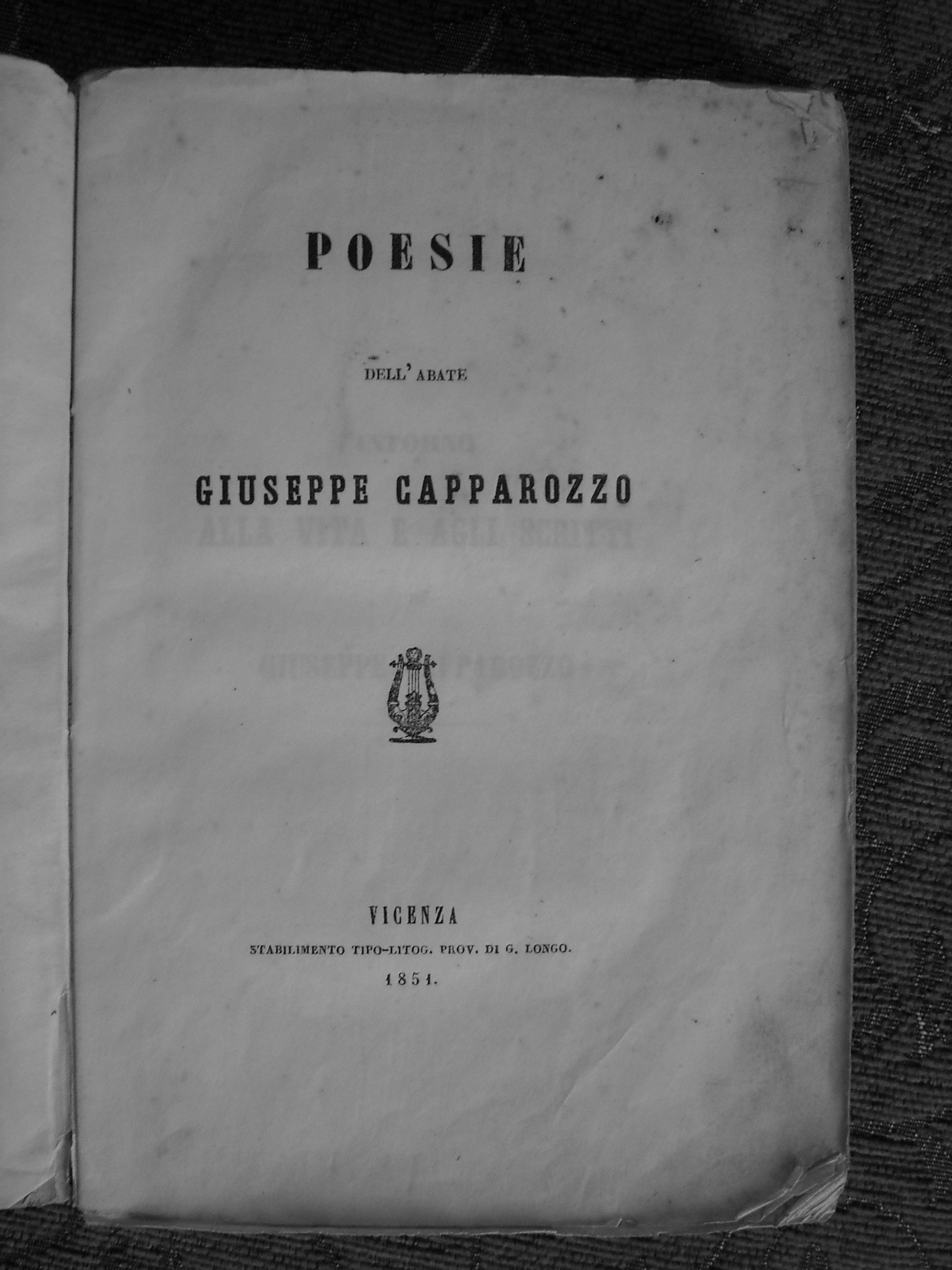
Poesie dell'abate Giuseppe Capparozzo, 1851

Le opere del Capparozzo vanno recuperate nelle due successive edizioni, curate dai suoi allievi Paolo Perez (Poesie dell'abate Giuseppe Capparozzo, Vicenza 1851, antologia basata sulle scelte del fratello minore del poeta) e O. Occioni (Poesie edite ed inedite di Giuseppe Capparozzo, Torino 1877, edizione meno accurata ma più completa della prima).
Si citano alcune delle composizioni di don Giuseppe Capparozzo:

### Poesie "di vario argomento"
- Per grave malattia dello zio Arciprete di Villaverla
- La festa del gnocco a Verona
- L'imitazione degli stranieri nemica all'italiana poesia
- Per nozze veneziane
- Per morte di colta e virtuosa donzella

### Poesie "di sacro argomento"
- La ghirlanda sacra
- La preghiera del mattino
- La preghiera della sera
- La preghiera dell'orfano
- Per la cappella sotterranea del Crocefisso riaperta in S. Zaccaria in Venezia
- Per i mirabili affreschi del Paoletti in S. Maria Formosa di Venezia
- Per la morte di degno Parroco
- Per la cresima di graziosissima fanciulla

### Ballate
- Il vecchio di Suli
- Il ponte della pietà
- La Regata
- La sorella moribonda

### Sonetti
- A dotto scrittore
- Risposta a gentile invito
- Per Cappuccini ripristinati in Thiene
- Per Messa novella
- Per viaggio di gentil donna da Capo d'Istria a Venezia

### Apologhi
- La goccia
- La bolla di sapone
- Il letterato burattino
- Mezza oretta di conversazione
- Il cocomero e la fragola